# Eutelia albocristata
Eutelia albocristata is een vlinder uit de familie van de Euteliidae. De wetenschappelijke naam van de soort is voor het eerst geldig gepubliceerd in 1931 door Breyer.